# Императо, Нино
Нино Императо (итал. Nino Imperato; родился ок. 1890, обычно известный как Н. Императо (N. Imperato), — фальсификатор почтовых марок, работавший в Генуе (Италия) в начале 1920-х годов.
Как и Франсуа Фурнье, Императо рекламировал свои подделки как факсимиле, доступные коллекционеру за малую часть стоимости подлинной почтовой марки. Его фирменный журнал «Иль-Факсимиле» (итал. «Il-Fac-simile») выдержал не менее девятнадцати изданий в период с 1920 года по 1922 год. Помимо прочего содержания, в журнале были напечатаны две короткие статьи его коллеги-фальсификатора (или распространителя подделок) Анджело Панелли.

## Объекты фальсификации
Императо были изготовлены подделки множества почтовых марок, в том числе:
- Итальянская оккупация Австрии — выпуск 1918 года с надпечаткой итал. «Venezia Giulia» («Венеция Джулия») и итал. «Venezia Tridentina» («Венеция Тридентина»)
- Выпуски Бразилии 1850 года
- Почтовые марки Эритреи 1892 года
- Выпуск Гондураса 1898 года
- Итальянские почтовые отделения в Османской империи, почтовые марки 1908 года
- Памятные марки Испании, посвящённые Дон Кихоту, 1905 года
- Марки неаполитанской провинции Сицилии 1861 года
- Британская оккупация Батума 1919 года

Также Императо продавал многие другие подделки, но считается, что на самом деле они были изготовлены фальсификатором Эразмо Онельей из Турина за несколько лет до этого. В своей книге об Онелье Робсон Лоу и Карл Уолске предполагают, что он ушёл на пенсию около 1920 года и, возможно, именно тогда Императо приобрёл свой запас подделок, изготовленных Эразмо Онельей.